# Gottfried Unger
Gottfried Unger (1933) es un botánico austríaco. Obtuvo su doctorado en la Universidad Humboldt de Berlín.

## Obras
- 1992. “Die” großen Kugelkakteen Nordamerikas: Handbuch; vollständige Gesamtbearbeitung aller bisher bekannten Taxa und Synonyme der Gattungen Echinocactus Link et Otto und Ferocactus Britton et Rose mit 3 Vergleichstabellen morphologischer Merkmale sowie ausführlicher Bibliographie. Editor Gottfried Unger, 467 pp. ISBN 3950016201

- 1978. Untersuchungen über Beziehungen zwischen der Morbidität bei Schweinen und Fleischuntersuchungsbefunden: Ein Beitrag zur Verbesserung der Informationsbeziehungen zwischen den Tierärztlichen Hygienediensten und den Staatlichen Tierärztlichen Gemeinschaftspraxen. 370 pp.

- 1961. Untersuchungen über den ökonomischen Nutzen von Naturverjüngungen: Dargestellt am Beispiel der Oberförsterei II Eibenstock des StFB in Eibenstock an der Holzart Fichte. 21 pp.

- La abreviatura «G.Unger» se emplea para indicar a Gottfried Unger como autoridad en la descripción y clasificación científica de los vegetales.[1]